# Merluccius patagonicus
Merluccius patagonicus is een straalvinnige vissensoort uit de familie van heken (Merlucciidae). De wetenschappelijke naam van de soort is voor het eerst geldig gepubliceerd in 2003 door Lloris & Matallanas.